# Gotthard Thourén
Gotthard Rogatius Thourén, född 21 juli 1881 i Färlövs församling, Kristianstads län, död 24 mars 1967 i Stockholm, var en svensk tandläkare.
Efter mogenhetsexamen 1902 avlade Thourén tandläkarexamen 1906, blev laborator vid Tandläkarinstitutet 1912, lärare 1923 och var professor 1943–46 i proteslära och tandreglering vid nämnda institut. Han företog flera studieresor till Tyskland, Österrike, Nederländerna och Schweiz, 1915 med stipendium från arméns sjukvårdsstyrelse, Svenska tandläkarsällskapet och Sveriges tandläkarförbund i och för studier vid käklasaretten i Berlin, Heidelberg, Düsseldorf och Hamburg.
Thourén var den förste tandläkare i Sverige, som med tillstånd av Kungl. Maj:t offentligen försvarade en avhandling, Über die Sutura incisiva und das Os intermaxillare bei Menschen (1917) vid Karolinska institutet och blev odontologie doktor 1949.
Thourén tilldelades professors namn 1931, blev medicine hedersdoktor i Stockholm 1954, var medlem av Medicinalstyrelsens vetenskapliga råd 1944–51, korresponderande ledamot av Deutsche Gesellschaft für Zahn-, Mund- und Kieferheilkunde och blev hedersledamot av Dansk tandlægeforening 1942.
Thourén var i sin ungdom en framstående skridskoåkare som satte svenskt rekord på 5000 och 10000 meter och även deltog i världsmästerskap.